# Diplasterias brucei
Diplasterias brucei är en sjöstjärneart som först beskrevs av Jean Baptiste François René Koehler 1908.  Diplasterias brucei ingår i släktet Diplasterias och familjen trollsjöstjärnor. Inga underarter finns listade i Catalogue of Life.